# Majeur
Majeur (uitspraak: /mazjeur/) is in de muziektheorie een van de twee gebruikelijke westerse toongeslachten; het andere is mineur. Een toonsoort in dit geslacht wordt vaak aangeduid met het woord groot, bijvoorbeeld C groot, of met grote terts, soms afgekort tot gr.t., bijv. D grote terts of D gr.t. Kenmerkend is namelijk dat de derde toon van de bijbehorende toonladder een grote terts is ten opzichte van de grondtoon, terwijl dit bij de mineur-toonsoorten een kleine terts is.
Ook de naam 'majeur' (via het Frans afgeleid van het Latijnse woord voor 'groter') verwijst naar de grote terts ten opzichte van de grondtoon.
In de majeurtoonsoorten is het octaaf verdeeld in 7 intervallen, waarvan 5 van een hele toonafstand en 2 van een halve toonafstand. De majeurtoonladder of grotetertstoonladder (ook wel gespeld als grote-tertstoonladder) bestaat daardoor uit 8 tonen (grondtoon en octaaf beide meegerekend; het woord octaaf is trouwens van die acht afgeleid).
In het onderstaande schema staan de romeinse cijfers voor de verschillende trappen van de toonladder, te beginnen met de grondtoon (nummer I) tot en met het octaaf (nummer VIII). De getallen 1 en ½ staan voor respectievelijk de hele en halve toonafstanden.
I ------ 1 ------ II ------ 1 ------ III --- ½ --- IV ------ 1 ------ V ------ 1 ------ VI ------ 1 ------ VII --- ½ --- VIII
Na toon nummer VIII (het octaaf) kan de ladder worden herhaald, met het octaaf als grondtoon.
Zoals in het schema te zien, zitten er twee hele toonafstanden tussen de eerste en derde toon van de toonladder; samen is dat een grote terts. Soms wordt de toonladder verdeeld in twee tetrachorden (groepjes van vier tonen): I-IV en V-VIII. De volgorde van de toonafstanden is in beide tetrachorden gelijk, wat bij de kleine-tertstoonladder niet zo is. Het tweede tetrachord begint op de vijfde toon, een reine kwint na de grondtoon – een van de meest consonante intervallen. Een praktische consequentie hiervan: als men op een snaarinstrument dat in kwinten gestemd is, zoals een viool, een grote-tertstoonladder speelt vanaf een losse snaar, dan kan men op de volgende snaar dezelfde greep (vingerzetting) gebruiken.

## Voorbeeld
De toonladder sol (G) grote terts bestaat uit de volgende tonen:
G – A – B – C – D – E – Fis – G
In het Engels noemt men dit G Major, in het Duits G dur, in het Frans dus sol majeur.
Bij het benoemen van een grote-tertstoonladder gebruikt men in het Nederlands en in het Duits traditioneel hoofdletters en bij kleinetertstoonladder kleine letters. In akkoordenschema's in de lichte muziek is het tegenwoordig echter gebruikelijker om de Engelse notatie aan te houden, waarbij de grondtoon altijd met een hoofdletter aangeduid wordt en slechts het toongeslacht met m voor mineur en M voor majeur aangeduid wordt.
- Officieel: Toccata in g-moll, en Thema Fugatum in C Major
- Nederland: Arabesque in E groot, en Valse Noble en e klein
- Vlaanderen: Ochtendstemming in Mi bémol groot, en danssuite in la klein

## Modi
Kerktoonladders zijn opgebouwd volgens een modus, dit zijn modale toonladders. (Toonsoort is synoniem voor modus.) Deze toonladders zijn de voorlopers van de toonsoorten majeur en mineur, en gaan uit van de reine stemming in plaats van de gelijkzwevende stemming, welke tegenwoordig het meest gangbaar is.
Al deze toonsoorten of modi (groot, klein, eolisch, dorisch, frygisch enz.) behoren tot het diatonische toongeslacht of de diatonische generus, niet te verwarren met een van de betekenissen van 'Tongeschlecht' in het Duits, waarmee men het heeft over 'die Dualität von Dur und Moll' als drieklank.
Elke toonsoort of modus kan op verschillende grondtonen opgebouwd worden: dit zijn dan de toonaarden van een toonsoort. Van Dale ziet toonaard en toonsoort in die zin als synoniemen, want bij het bepalen van de toonaard geeft men zowel de toonsoort weer als de grondtoon waarop die toonsoort is gebouwd.
De sfeer van de grotetertstoonladder wordt omschreven als open en vrolijk; de kleinetertstoonladder als intiem, melancholisch en sober.

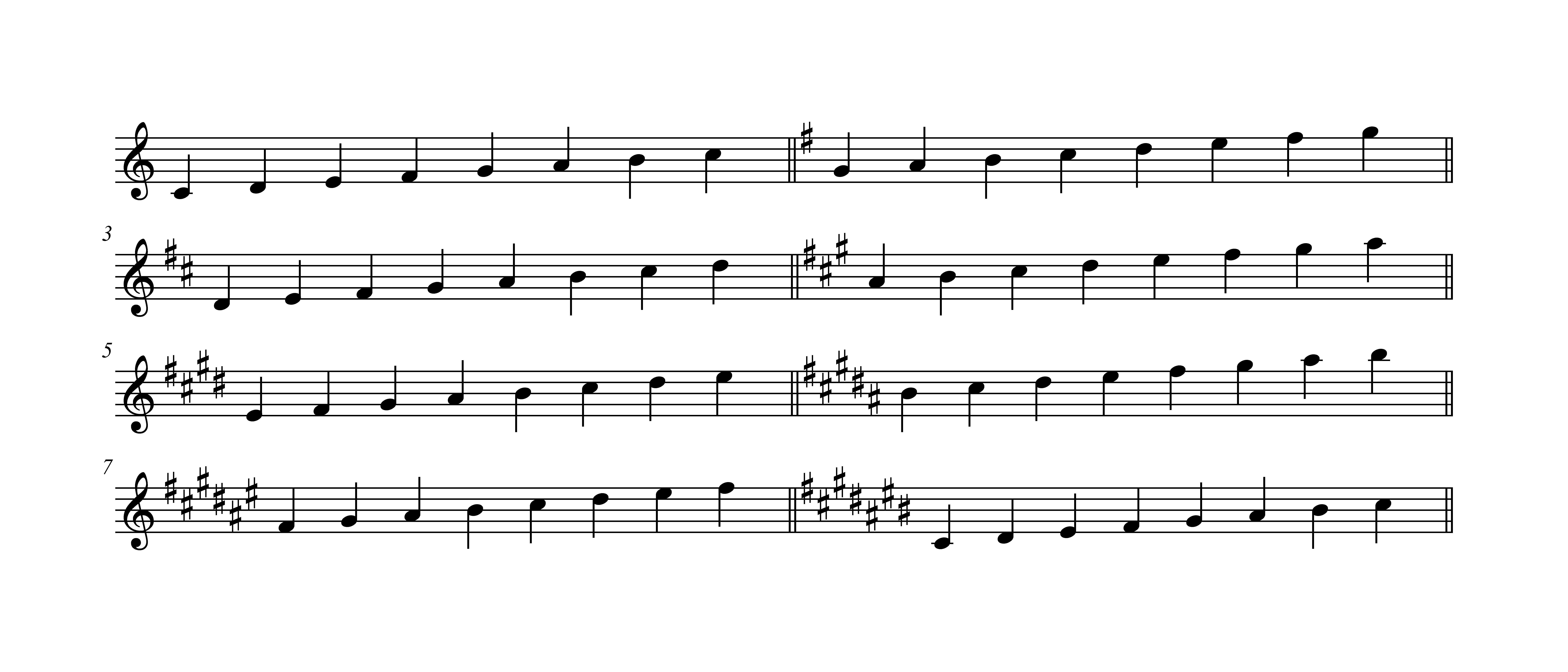
De majeurtoonladders met kruisen; vanaf C groot volgens de kwintencirkel gerangschikt

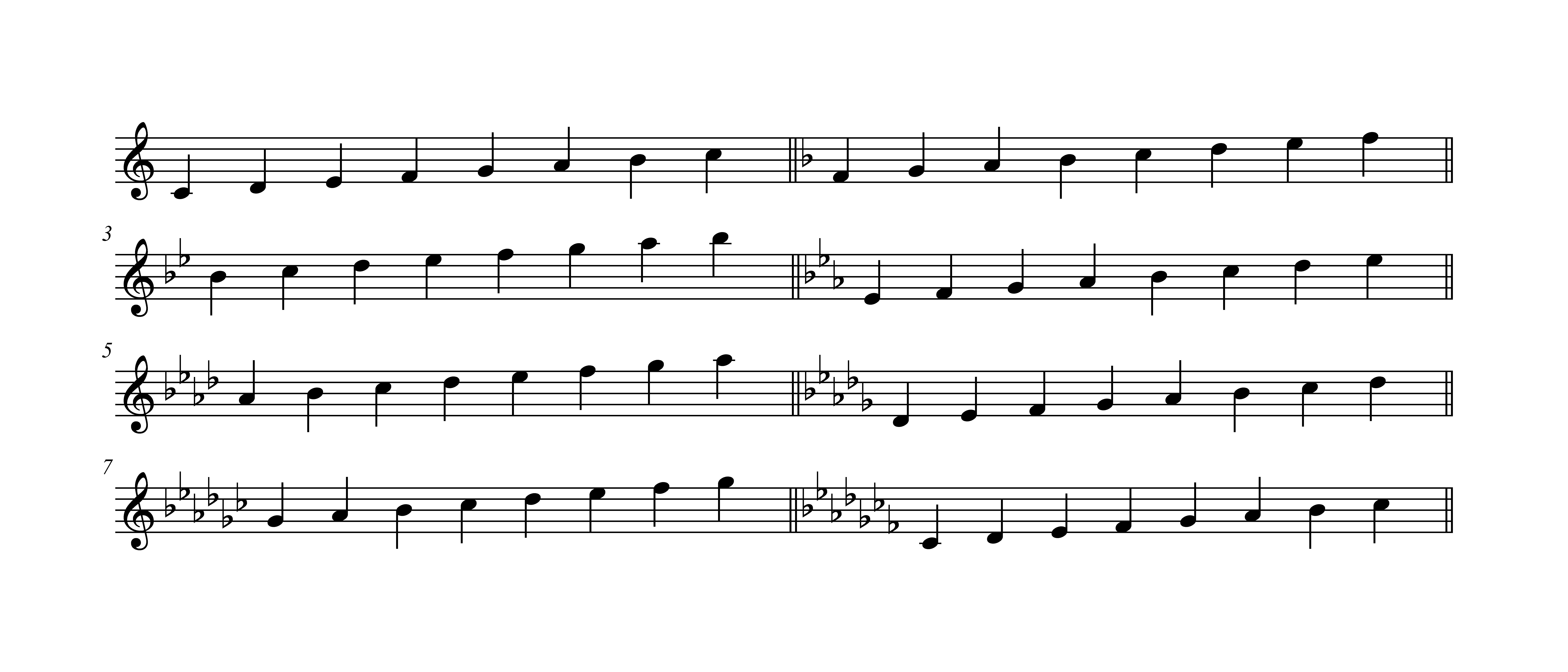
De majeurtoonladders met mollen; vanaf C groot volgens de kwintencirkel gerangschikt